# Межурки
Межурки — посёлок в Харовском районе Вологодской области.
Входит в состав Азлецкого сельского поселения, с точки зрения административно-территориального деления — в Азлецкий сельсовет.
Расстояние по автодороге до районного центра Харовска — 76 км, до центра муниципального образования Поповки — 22 км. Ближайшие населённые пункты — Междуречье, Кулешиха, Дор.

## История
В 1966 г. указом президиума ВС РСФСР поселок Уфтюгского леспромхоза переименован в Межурки.

## Население
| 2010 |
| ---- |
| 85   |